# Insurgencia en Aceh
La insurgencia en Aceh, oficialmente designada la Rebelión de Aceh (en indonesio: Pemberontakan di Aceh) por el gobierno indonesio, fue un conflicto librado por el Movimiento Aceh Libre (GAM) entre 1976 y 2005, con el objetivo de hacer que la provincia de Aceh fuera independiente de Indonesia. Las secuelas de una fuerte ofensiva militar en 2003 y el terremoto del Océano Índico de 2004 trajeron un acuerdo de paz y el fin de la insurgencia.

## Antecedentes
Hay una diferencia cultural y religiosa entre Aceh y el resto de Indonesia. Una forma más conservadora del Islam que el tipo practicado en la mayor parte de Indonesia se practica ampliamente en Aceh. Las políticas ampliamente seculares del régimen del Nuevo Orden de Suharto (1965-1998) fueron especialmente impopulares en Aceh, donde muchos resentían la política del gobierno central de promover una «cultura indonesia» unificada. Además, no es sorprendente dada la ubicación de la provincia en el extremo norte de Indonesia, existe un sentimiento generalizado en la provincia de que los líderes en la lejana Yakarta no entienden los problemas de Aceh y tienen poca o ninguna simpatía por las necesidades y costumbres locales en Aceh.

## Cronología

### Primera fase
Las tendencias centralistas del gobierno de Suharto, junto con otras quejas, llevaron a Hasan di Tiro a formar el Movimiento Aceh Libre (GAM) el 4 de diciembre de 1976 y declarar la independencia de Aceh. Las principales amenazas percibidas eran para la religión y la cultura de Aceh por parte del gobierno «neocolonial» y el creciente número de migrantes javaneses en Aceh. La percepción de una distribución injusta de los ingresos de los sustanciales recursos naturales de Aceh fue otro punto de discordia. La primera operación de GAM en 1977 se llevó a cabo contra Mobil Oil Indonesia, que era accionista de PT Arun, la compañía que operaba el campo de gas de Arun.[cita requerida]
En esta etapa, el número movilizado por GAM era extremadamente limitado. Si bien había habido una considerable desafección de Aceh y posiblemente simpatía por la causa de GAM, esto no se tradujo en una participación activa masiva. Según el propio relato de di Tiro, solo 70 hombres se unieron a él y provenían en su mayoría del distrito de Pidie y especialmente de la propia aldea de di Tiro, y algunos de ellos se unieron debido a lealtades personales a la familia di Tiro, mientras que otros debido a la desilusión con el gobierno central. Muchos de los líderes de GAM eran profesionales jóvenes y altamente educados que eran miembros de las clases altas y medias de la sociedad de Aceh.
El primer gabinete de GAM, establecido por di Tiro durante su tiempo en Aceh entre 1976 y 1979, compuesto por la siguiente rebelión de Darul Islam:
- Teungku Hasan di Tiro: Wali Negara, Ministro de Defensa y comandante supremo
- Dr. Muchtar Hasbi: vicepresidente; Ministro del Interior
- Tengku Muhamad Usman Lampoih Awe: Ministro de Finanzas
- Tengku Haji Iljas Leube: Ministro de Justicia
- Dr. Husaini M. Hasan: Ministro de Educación e Información
- Dr. Zaini Abdullah: Ministro de Salud
- Dr. Zubir Mahmud: Ministro de Asuntos Sociales
- Dr. Asnawi Ali: Ministro de Obras Públicas e Industria
- Amir Ishak: Ministro de Comunicaciones
- Amir Rashid Mahmud: Ministro de Comercio
- Malik Mahmud: Ministro de Estado

El nivel medio y la base habían luchado en la rebelión de Darul Islam de 1953-1959. Muchos de ellos eran hombres mayores que permanecieron leales al exgobernador militar de Aceh y líder de la rebelión de Darul Islam en Aceh Daud Beureu'eh. La persona más prominente de este grupo fue Teungku Ilyas Leube, un conocido clérigo que había sido líder de la rebelión de Darul Islam. Algunos de los hombres de Darul Islam estaban posiblemente vinculados a di Tiro a través de lazos familiares o regionales, pero debían su lealtad principalmente a Beureueh. Estos hombres proporcionaron los conocimientos militares, el conocimiento local y las habilidades logísticas de las que carecían los jóvenes líderes educados.
A finales de 1979, las acciones de represión indonesias casi habían aplastado a GAM: sus líderes estaban en el exilio, encarcelados o asesinados; sus seguidores fueron dispersados y empujados a la clandestinidad. Líderes como di Tiro, Zaini Abdullah (ministro de salud de GAM), Malik Mahmud (ministro de estado de GAM) y el Dr. Husaini M. Hasan (ministro de educación de GAM) habían huido al extranjero y el gabinete original de GAM dejó de funcionar.

### Segunda fase
En 1985, di Tiro aseguró el apoyo libio para GAM, aprovechando la política de Muammar Gaddafi de apoyar las rebeliones nacionalistas a través de su Mathaba contra el imperialismo, el racismo, el sionismo y el fascismo. No estaba claro si Libia había financiado posteriormente el GAM, pero lo que definitivamente proporcionó fue un santuario en el que los reclutas del GAM podrían recibir el entrenamiento militar que tanto necesitaban. Las versiones difieren en el número de combatientes entrenados por Libia durante el período de 1986 a 1989 o 1990. Los reclutadores de GAM afirmaron que había alrededor de 1000 a 2000, mientras que los informes de prensa extraídos del informe del ejército indonesio afirmaban que eran de 600 a 800. Entre los líderes del GAM que se unieron durante esta fase estaban Sofyan Dawood (que se convertiría en el comandante del GAM Pasè, Aceh del Norte) e Ishak Daud (que se convirtió en el portavoz del GAM Peureulak, Aceh Oriental).
Los incidentes en la segunda fase comenzaron en 1989 después del regreso de los aprendices de Libia. Las operaciones del GAM incluyeron redadas en busca de armas, ataques contra puestos policiales y militares, incendios provocados y asesinatos selectivos de policías y personal militar, informantes del gobierno y otras personas.
Aunque no logró obtener un apoyo generalizado, las acciones del grupo llevaron al gobierno indonesio a instituir medidas represivas. El período entre 1989 y 1998 se conoció como la era del «Área de Operación Militar» o Daerah Operasi Militer (DOM) cuando el ejército indonesio intensificó sus medidas de contrainsurgencia. Esta medida, aunque tácticamente exitosa en la destrucción de GAM como una fuerza guerrillera, alienó a los locales de Aceh que ayudaron a GAM a restablecerse cuando el ejército indonesio se retiró casi por completo de Aceh por orden del presidente Habibie a fines de 1998. Importantes comandantes del GAM fueron asesinados (el comandante del distrito de Pasè Yusuf Ali y el comandante superior del GAM Keuchik Umar), capturados (Ligadinsyah Ibrahim) o huyeron (Robert, Arjuna y Daud Kandang).

### Tercera fase
En 1999, el caos en Java y un gobierno central ineficaz debido a la caída de Suharto dieron una ventaja al Movimiento Aceh Libre y dieron lugar a la segunda fase de la rebelión, esta vez con un gran apoyo del pueblo de Aceh. En 1999 se anunció la retirada de las tropas, pero el deterioro de la situación de seguridad llevó a la reintroducción de más soldados. Se cree que el número de tropas aumentó durante el mandato del presidente Megawati Sukarnoputri (2001-2004) a alrededor de 15 000 a mediados de 2002. GAM fue capaz de controlar el 70% del campo en todo Aceh.
En 1999 también se inició el primer proceso de diálogo entre el Gobierno de Indonesia y el GAM. Este proceso fue iniciado por el Centro para el Diálogo Humanitario (HD), una organización de diplomacia privada que facilitó las conversaciones de paz entre las dos partes hasta 2003.
Durante esta fase, hubo dos períodos de breve cese de hostilidades negociados por HD: la «Pausa Humanitaria» en 2000 y el «Acuerdo de Cesación de Hostilidades» (COHA). El COHA se firmó en diciembre de 2002. La aplicación tanto de la Pausa Humanitaria como de la COHA dio lugar a una reducción de los enfrentamientos armados y la violencia en Aceh. El COHA terminó en mayo de 2003 cuando el gobierno indonesio declaró una «emergencia militar» en Aceh y anunció que quería destruir GAM de una vez por todas.
En una ruptura con su énfasis en los medios militares para lograr la independencia, GAM cambió su posición a una que apoya la celebración de un referéndum. Durante las manifestaciones a favor del referéndum celebradas el 8 de noviembre de 1999 en Banda Aceh, el GAM prestó apoyo proporcionando transporte a los manifestantes desde las zonas rurales hasta la capital provincial. El 21 de julio de 2002, GAM también emitió la Declaración de Stavanger tras una reunión de la Reunión Mundial de Representantes de Acehnese en Stavanger, Noruega. En la declaración, declaró que el «Estado de Aceh practica el sistema de democracia». Aspinall vio que estos impulsos democráticos y de derechos humanos dentro de GAM eran un efecto de los esfuerzos del grupo urbano de Aceh que promovía tales valores en el entorno más libre y abierto después de la caída de Suharto del poder.
Las medidas represivas de seguridad en 2001 y 2002 causaron varios miles de muertes de civiles. A lo largo del conflicto, se estima que han muerto 15 000 personas. El gobierno lanzó una ofensiva y se proclamó el estado de emergencia en la Provincia. Durante este período, el GAM quedó gravemente incapacitado con su comandante Abdullah Syafei muerto en una emboscada del gobierno en enero de 2002, mientras que varios comandantes regionales como Tengku Jamaica e Ishak Daud también fueron asesinados. Según la propia admisión de GAM, perdió el 50% de su fuerza durante la ofensiva gubernamental de 2003-2005. La insurgencia todavía estaba en curso cuando el desastre del tsunami de 2004 golpeó la provincia. En noviembre de 2003 se prorrogó la ley marcial por otros seis meses. Según un informe de Human Rights Watch, el ejército indonesio cometió abusos generalizados contra los derechos humanos durante la invasión y la ocupación, con más de 100 000 personas desplazadas en los primeros siete meses de la ley marcial y las comunes ejecuciones extrajudiciales.

### Acuerdos de paz y primeras elecciones
Después del devastador tsunami de diciembre de 2004, el GAM declaró un alto el fuego unilateral, y los miembros de la comunidad internacional reiteraron la necesidad de resolver el conflicto. De los numerosos relatos del proceso de negociación, uno del lado indonesio está en el libro del negociador clave indonesio, Hamid Awaludin. Un relato diferente fue escrito por el asesor de GAM, Damien Kingsbury: «Paz en Aceh: un relato personal del proceso de paz de Aceh». A pesar del alto el fuego unilateral de GAM, el TNI continuó su asalto contra el personal y las posiciones de GAM. Debido al movimiento separatista en la zona, el gobierno indonesio tenía restricciones de acceso a la prensa y a los trabajadores humanitarios. Sin embargo, después del tsunami, el gobierno indonesio abrió la región a los esfuerzos internacionales de socorro.
El tsunami atrajo la atención internacional sobre el conflicto. Los esfuerzos de paz anteriores habían fracasado, pero por varias razones, incluido el tsunami, la incapacidad de cualquiera de las partes para ganar militarmente el conflicto y, en particular, el deseo del Presidente Susilo Bambang Yudhoyono de asegurar la paz en Indonesia, se llegó a un acuerdo de paz en 2005 después de 29 años de guerra. La Indonesia posterior a Suharto y el período de reforma liberal-democrática, así como los cambios en el ejército indonesio, ayudaron a crear un entorno más favorable para las conversaciones de paz. Las funciones del recién elegido Presidente Susilo Bambang Yudhoyono y del Vicepresidente Jusuf Kalla fueron muy significativas. Al mismo tiempo, el liderazgo del GAM estaba reconsiderando las opciones disponibles para él, y el ejército indonesio había puesto al movimiento rebelde bajo una presión significativa que alentó al GAM a aceptar un resultado que no fuera la independencia total. Las conversaciones de paz fueron facilitadas por la Iniciativa de Gestión de Crisis y dirigidas por el expresidente finlandés Martti Ahtisaari. El acuerdo de paz resultante se firmó el 15 de agosto de 2005. Según el acuerdo, Aceh recibiría una autonomía especial bajo la República de Indonesia, y las tropas gubernamentales no orgánicas (es decir, no nativas de Aceh) se retirarían de la provincia (dejando solo 25 000 soldados) a cambio del desarme de GAM. Como parte del acuerdo, la Unión Europea envió 300 monitores. Su misión expiró el 15 de diciembre de 2006, tras las elecciones locales.
A Aceh se le ha concedido una autonomía más amplia a través de la legislación del Gobierno de Aceh que abarca los derechos especiales acordados en 2002, así como el derecho de la gente de Aceh a establecer partidos políticos locales para representar sus intereses. Sin embargo, los defensores de los derechos humanos destacaron que habría que abordar las violaciones anteriores de los derechos humanos en la provincia.
Durante las elecciones para gobernador provincial celebradas en diciembre de 2006, participaron el antiguo GAM y los partidos nacionales. La elección fue ganada por Irwandi Yusuf, cuya base de apoyo consiste en gran parte de exmiembros de GAM.

## Posibles causas de conflicto

### Histórico
El área cayó por primera vez a la autoridad holandesa como resultado de la expedición holandesa a la costa oeste de Sumatra de 1831.

El académico de la Universidad Nacional Australiana (ANU) Edward Aspinall argumentó que la experiencia histórica de Aceh durante la Revolución Nacional de Indonesia condujo a un desarrollo «dependiente del camino» para el separatismo de Aceh, es decir, los eventos pasados conducen a una reducción de las posibilidades de desarrollo posterior. Argumentó:
La rebeldía de Aceh bajo el dominio indonesio dependía del camino; se puede rastrear a eventos históricos particulares y conflictos de intereses, en particular la autonomía que los ulama modernistas [eruditos religiosos musulmanes] disfrutaron durante la revolución y la dramática pérdida de la misma inmediatamente después.
Aspinall argumentó además que hubo dos hitos para el desarrollo «dependiente del camino» del separatismo de Aceh:
1945-1949: Aceh jugó un papel importante en la revolución y la guerra de independencia contra los holandeses y, en consecuencia, supuestamente pudo extraer una promesa del entonces presidente Sukarno durante su visita de 1947 a Aceh de que se le permitiría implementar la ley islámica (o syariah) después de la independencia.

1953-1962: El gobernador militar de Aceh, Daud Beureueh, declaró que la provincia se separaría de la República de Indonesia (RI) para unirse al Negara Islam Indonesia (NII) en reacción a la negativa del gobierno central a permitir la implementación de la sharía y la degradación de Aceh del estado de una provincia. Esta rebelión de la que Aceh fue parte llegó a ser conocida como la Rebelión del Darul Islam. Aspinall argumentó que el fracaso de esta rebelión marcó el final de la identificación de Aceh con una causa pan-indonesia / islámica y sentó las bases para el particularismo.
El argumento anterior de Aspinall contradecía los puntos de vista de los eruditos anteriores. A principios de 1998, Geoffrey Robinson argumentó que la derrota y rendición en 1962 de la rebelión liderada por Daud Beureueh fue seguida por aproximadamente 15 años en los que Aceh no presentó ningún problema político o de seguridad particular al gobierno central. Tim Kell también señaló que los antiguos líderes de la rebelión de 1953-62 se habían unido intensamente a las fuerzas armadas indonesias en la represión contra el Partido Comunista de Indonesia (PKI) en 1965 y 1966.

### Religión
Aceh, como la mayor parte de Indonesia, tenía a los musulmanes como el grupo religioso mayoritario. Sin embargo, generalmente se reconoce que fue la región donde el Islam entró por primera vez en el archipiélago malayo. El primer reino islámico conocido fue Pasai (cerca de la actual Lhokseumawe en el norte de Aceh) que se remonta a mediados del siglo 13. La primera evidencia arqueológica encontrada para apoyar este punto de vista fue la lápida del sultán Malikussaleh que murió en 1297. En los siglos que siguieron, Pasai se hizo conocido como un centro para el aprendizaje islámico y un modelo para el gobierno islámico en el que otros reinos islámicos buscan orientación. Parte de la identidad distintiva de Aceh se derivaría de su estatus como la región islámica más antigua y el ejemplo para el resto del archipiélago malayo.
Esta separación del resto de Indonesia en lo que respecta al Islam podría observarse desde la formación del Persatuan Ulama Seluruh Aceh (PUSA) en 1939 por eruditos islámicos modernistas (o ulema). La organización era exclusivamente de Aceh. Se observó que en la propia Aceh, la mayoría de las organizaciones de masas pan-indonesias habían sido débiles, incluso la Muhammadiyah, la principal organización de musulmanes de orientación modernista en Indonesia, no logró hacer incursiones en Aceh más allá de las áreas urbanas y en gran parte no era de Aceh en su membresía. Sin embargo, también se observó que aunque era parroquial en su orientación, todavía se identificaba con una causa panislámica donde el objetivo era que todos los musulmanes se unieran bajo la sharía.
Otro factor de la causa religiosa del separatismo de Aceh fue el trato de los grupos musulmanes y los partidos políticos en Aceh por parte del régimen de Orde Baru del presidente Suharto. Primero, hubo la fusión forzada de todos los partidos políticos que representan los intereses musulmanes en el Partai Persatuan Pembangunan (PPP) o Partido Unido de Desarrollo en 1973. Los miembros y seguidores de los partidos políticos islámicos en Aceh sufrieron diversos grados de acoso. A pesar del estatus de territorio especial de Aceh, no se le permitió implementar la sharía ni integrar las escuelas religiosas islámicas (madrasa) con las escuelas nacionales convencionales para un sistema educativo unificado; ambas propuestas fueron ignoradas por el gobierno central.
A pesar de que Indonesia es un estado de mayoría musulmana, basándose en la autoconcepción existente de Aceh de su papel en el Islam y la actitud hostil de Orde Baru hacia las formas islámicas de influencia social, GAM pudo enmarcar la lucha contra el gobierno indonesio como un «prang sabi» (guerra santa) de la misma manera que el término se usó en la Guerra de los Infieles (o Guerra de Aceh) contra los holandeses de 1873 a 1913. Una indicación de esto fue el uso de las palabras de Hikayat Prang Sabi (Cuentos de la Guerra Santa), una colección de cuentos utilizados para inspirar resistencia contra los holandeses, por algunos elementos de GAM como propaganda contra el gobierno indonesio. Antes de la segunda ola de insurrecciones de GAM a fines de la década de 1980, se observó que algunos individuos habían obligado a los escolares de Aceh a cantar el Hikayat Prang Sabi en lugar del himno nacional de Indonesia, Indonesia Raya. El material publicitario político de GAM también pintó la ideología oficial del estado de Pancasila como una «enseñanza politeísta».
No obstante lo anterior, se observó que, tras la caída de Suharto en 1998, la religión como factor del separatismo de Aceh comenzó a disminuir, incluso si había habido una proliferación de sindicatos de estudiantes musulmanes y otros grupos en Aceh. Se observó que estos grupos recién surgidos rara vez pedían la aplicación de la sharía en Aceh. En cambio, enfatizaron la necesidad de un referéndum sobre la independencia de Aceh y destacaron los abusos de los derechos humanos y la mala conducta de las Fuerzas Armadas de Indonesia (TNI). Del mismo modo, la posición de GAM sobre la sharía también cambió. Cuando el gobierno central aprobó la Ley N.º44/1999 sobre la autonomía de Aceh, que incluía disposiciones para la aplicación de la sharía, el GAM condenó la medida como irrelevante y un posible intento de engañar a los de Aceh y/o retratarlos ante el mundo exterior como fanáticos religiosos. A pesar de la postura oficial sobre la sharía, la posición de GAM no era clara. El International Crisis Group (ICG) señaló que entre 1999 y 2001, hubo casos periódicos de algunos comandantes militares locales de GAM que hacían cumplir la sharía en las comunidades en las que tenían influencia. Aspinall también observó que, en general, la evolución de la posición de GAM frente a la sharía. y el Islam dependía del entorno internacional y de los países a los que se dirigía para obtener apoyo en su causa de independencia, es decir, si los países occidentales se consideraban importantes, se restaba importancia al Islam y si los países musulmanes se consideraban importantes, se enfatizaba el Islam.

### Agravios económicos
La principal cuestión relativa a las quejas económicas estaba relacionada con los ingresos derivados de las industrias del petróleo y el gas en Aceh. Robinson argumentó que la gestión y explotación de los recursos de Aceh por parte de Orde Baru y la forma en que distribuyó los beneficios fue la causa fundamental de la insurgencia. Desde la década de 1970 hasta mediados de la década de 1980, Aceh había experimentado un «auge del GNL» tras el descubrimiento de gas natural en la costa noreste de Aceh. Durante el mismo período, Aceh se convirtió en una importante fuente de ingresos para el gobierno central y en la década de 1980, contribuyó significativamente a las exportaciones de Indonesia cuando se convirtió en la tercera fuente más grande de exportaciones después de las provincias de Kalimantan Oriental y Riau. A pesar de esto, prácticamente todos los ingresos de petróleo y gas de las actividades de producción y exportación en Aceh fueron apropiados por el gobierno central, ya sea directamente o a través de acuerdos de producción compartida con la compañía petrolera estatal Pertamina. Además, el gobierno central no reinvirtió una buena cantidad de los ingresos en la provincia. Esto llevó a algunos de la entonces emergente clase tecnocrática de Aceh a lamentarse de que a la provincia se le había negado su parte justa del pastel económico y que había sido marginada como una región periférica ignorada.

Robinson señaló que aunque parte de la pequeña pero floreciente clase empresarial de Aceh se había beneficiado de la afluencia de capital extranjero durante el auge del GNL, hubo muchos que se sintieron agraviados por perder frente a otros con buenas conexiones políticas con el gobierno central; en particular, el propio líder de GAM, Hasan di Tiro, fue una de esas partes agraviadas cuando hizo una oferta para un contrato de oleoducto para Mobile Oil Indonesia en 1974, pero perdió ante una empresa estadounidense. Señaló además que el momento de la declaración de independencia de GAM en diciembre de 1976 y su primera acción militar en 1977 ocurrió aproximadamente al mismo tiempo que se había abierto la primera instalación de extracción y procesamiento de gas natural de Aceh. De hecho, en la declaración de independencia de GAM, se hizo la siguiente afirmación:
Aceh, Sumatra ha estado produciendo un ingreso de más de 15 mil millones de dólares estadounidenses anuales para los neocolonialistas javaneses, que utilizaron totalmente para el beneficio de Java y los javaneses.
A pesar de lo anterior, Robinson señaló que si bien este factor explicó en parte el surgimiento de la insurgencia a mediados de la década de 1970, no parecen explicar el resurgimiento de GAM en 1989 y los niveles de violencia nunca antes vistos a partir de entonces. Aspinall apoya este punto de vista y argumentó que, aunque no se deben descartar los recursos y las quejas económicas, no fueron decisivas, ya que las provincias de Riau y Kalimantan Oriental enfrentaron una explotación similar o incluso más dura por parte del gobierno central, pero no se produjeron rebeliones separatistas en esas dos provincias debido a la diferencia en las condiciones políticas. Promovió que la queja basada en los recursos era un medio para que GAM convenciera a los de Aceh de que debían abandonar las esperanzas de un trato especial y autonomía dentro de Indonesia y, en cambio, trabajar por la restauración de la gloria de Aceh buscando la independencia.

### Papel de GAM en la galvanización de quejas
El fundador de GAM, Hasan di Tiro, y sus compañeros líderes en el exilio en Suecia fueron fundamentales para proporcionar un mensaje coherente sobre la necesidad y el derecho de autodeterminación para Aceh. En consecuencia, los argumentos sobre la necesidad de la independencia se dirigieron a la audiencia nacional de Aceh, mientras que el derecho a la independencia se dirigió a la audiencia internacional para obtener apoyo diplomático.
En tal propaganda, el difunto Sultanato de Aceh fue elegido como un actor soberano de buena fe en el escenario internacional con énfasis en las relaciones pasadas del sultanato con los estados europeos: misiones diplomáticas, tratados y declaraciones de reconocimiento de la soberanía de Aceh. De acuerdo con esta lógica, un Aceh independiente (representado por GAM) sería el estado sucesor del Sultanato de Aceh antes de la derrota por los holandeses después de la Guerra de Aceh (1873-1913). Por lo tanto, la Guerra de Aceh fue vista como un acto ilegal de agresión por parte de los holandeses y la posterior incorporación de Aceh a Indonesia en 1949 se presentó como una extensión de la ocupación ilegal por parte de los holandeses. Este argumento se dirigió tanto a los propios de Aceh como a la comunidad internacional, es decir, a través de su apelación al derecho internacional.

En la misma línea, el estado de Indonesia fue presentado por la propaganda de GAM como una tapadera para la dominación javanesa. En la propia descripción de di Tiro:
"Indonesia" fue un fraude. Un manto para encubrir el colonialismo javanés. Desde que el mundo comenzó [sic], nunca hubo un pueblo, y mucho menos una nación, en nuestra parte del mundo con ese nombre.
Los esfuerzos para difundir la propaganda de GAM se basaron en gran medida en el boca a boca. Elizabeth Drexler había observado que los partidarios ordinarios de Aceh y GAM a menudo repiten las mismas afirmaciones hechas en la propaganda de GAM con las que habían entrado en contacto a través de este modo de difusión. El difunto M. Isa Sulaiman escribió que cuando di Tiro comenzó sus actividades secesionistas entre 1974 y 1976, había confiado en una red de parientes y una serie de jóvenes intelectuales de ideas afines para difundir su mensaje, que ganó fuerza especialmente en Medan, Sumatra del Norte. Aspinall también escribió sobre el recuerdo de los simpatizantes de GAM de los primeros días de la insurrección en los que pasaban panfletos a amigos o los deslizaban anónimamente debajo de las puertas de las oficinas de sus colegas.
Sin embargo, los resultados de los esfuerzos de propaganda fueron bastante mixtos. Eric Morris al entrevistar a los partidarios del GAM para su tesis de 1983 señaló que, en lugar de la independencia, estaban más interesados en un estado islámico indonesio o en que Aceh fuera tratada de manera más justa por el gobierno central. Aspinall también señaló que para algunos, GAM no se diferenciaba claramente de Darul Islam o del Partido Unido para el Desarrollo, que estaba haciendo campaña en una plataforma islámica para las elecciones legislativas de Indonesia de 1977. Sin embargo, para las personas que se habían convertido en partidarios centrales, el mensaje de independencia encontrado en la propaganda de GAM fue visto como revelador y muchos vieron sentir un momento de despertar.

## Posibles factores para un conflicto prolongado

### Resiliencia de la red de GAM
Muchos de los participantes de GAM eran participantes de la rebelión de Darul Islam o eran hijos de aquellos que lo habían hecho. Aspinall señaló que los lazos de parentesco, entre padre e hijo, así como entre hermanos, habían sido cruciales para la solidaridad de GAM como organización. Muchos sintieron que continuaban las aspiraciones de sus padres, tíos, hermanos o primos varones que generalmente eran los que los inducían a la organización, o cuyas hazañas o muertes a manos del aparato de seguridad del Estado los habían inspirado a unirse. Los constituyentes de GAM también eran a menudo residentes en comunidades rurales muy unidas donde todos conocían bien a sus vecinos. Estas características permitieron tanto la continuidad como un alto grado de resistencia a la infiltración por parte del aparato de inteligencia estatal.
Aspinall también acreditó la resistencia de GAM en la estructura similar a una célula en los niveles inferiores. En los niveles inferiores al comandante militar regional (panglima wilayah) había unidades comandadas por comandantes subalternos (panglima muda) e incluso comandantes de nivel inferior (panglima sagoe y ulee sagoe) que no conocían las identidades de sus homólogos en las regiones vecinas y solo conocían a los que estaban directamente por encima de ellos. Esto permitió a GAM sobrevivir como organización a pesar de los esfuerzos de supresión del estado indonesio.

### Abusos contra los derechos humanos por parte del ejército indonesio
Robinson argumentó que el uso institucionalizado del terror por parte del ejército indonesio en la acción de contrainsurgencia contra GAM bajo el período tardío de Orde Baru de mediados de 1990 (es decir, en la segunda fase de la insurrección) había llevado a una sección más amplia de Aceh a verse afectada y los empujó a ser más comprensivos y partidarios de GAM. Evaluó que tales métodos tenían el efecto de aumentar el nivel de violencia, eran perjudiciales para la sociedad acehnesa y les infligían heridas que resultaban difíciles de curar. Como señaló Amnistía Internacional:
La autoridad política de las fuerzas armadas, considerable incluso en condiciones normales, ahora se volvió incuestionable. En nombre de la seguridad nacional, las autoridades militares y policiales desplegadas en Aceh fueron libres de utilizar prácticamente cualquier medio que se considerara necesario para destruir el GPK (Gerakan Pengacauan Keamanan o Movimiento de Disturbios de Seguridad, que era la nomenclatura del gobierno indonesio para GAM).
Amnistía Internacional documentó el uso de detenciones arbitrarias, detenciones extralegales, ejecuciones sumarias, violaciones y tierra quemada como características de la presión del ejército indonesio contra GAM desde 1990. Entre los actos más escalofriantes observados por Amnistía Internacional estaba la disposición pública de los cuerpos de las víctimas de ejecuciones sumarias o asesinatos de Petrus (Penembakan Misterius) para que sirvieran de advertencia a los acehneses para que se abstuvieran de unirse o apoyar a GAM. A continuación se describe la descripción de Amnistía Internacional de tales actos:
Los «misteriosos asesinatos» (Petrus) en Aceh tenían las siguientes características generales. Los cadáveres de las víctimas generalmente se dejaban en lugares públicos, al lado de una carretera principal, en campos y plantaciones, junto a un arroyo o un río, aparentemente como una advertencia a otros para que no se unieran o apoyaran a los rebeldes. La mayoría habían sido claramente prisioneros cuando fueron asesinados, sus pulgares, y a veces sus pies, habían sido atados con un tipo particular de nudo. La mayoría habían recibido disparos a corta distancia, aunque las balas rara vez se encontraban en sus cuerpos. La mayoría también mostraba signos de haber sido golpeados con un instrumento contundente o torturados, por lo que sus rostros a menudo eran irreconocibles. En su mayor parte, los cuerpos no fueron recuperados por familiares o amigos, tanto por temor a represalias por parte de los militares como porque las víctimas generalmente eran arrojadas a cierta distancia de sus aldeas de origen.
Otra táctica cuestionable del TNI fueron las llamadas operaciones cívico-militares en las que los civiles se vieron obligados a participar en operaciones de inteligencia y seguridad. Un ejemplo notorio de esto fue el Operasi Pagar Betis (o «Valla de Piernas») como lo describe Amnistía Internacional a continuación:
(…) la estrategia de cooperación civil-militar fue la operación «valla de piernas», utilizada anteriormente en Timor Oriental, en la que los aldeanos comunes se vieron obligados a barrer un área antes que las tropas armadas, tanto para expulsar a los rebeldes como para inhibirlos de devolver el fuego. Esenciales para el éxito de estas operaciones fueron los grupos locales de «vigilantes» y las patrullas nocturnas compuestas por civiles pero establecidas bajo orden y supervisión militar. Entre 20 y 30 jóvenes fueron movilizados desde cada aldea en las zonas sospechosas de ser rebeldes. En palabras de un comandante militar local: «Los jóvenes son la línea del frente. Ellos saben mejor quiénes son los GPK. Luego resolvemos el asunto». La negativa a participar en estos grupos, o la falta de demostrar un compromiso suficiente para aplastar al enemigo mediante la identificación, captura o asesinato de presuntos rebeldes, a veces resultó en castigos por parte de las fuerzas gubernamentales, incluida la tortura pública, el arresto y la ejecución.

### Los intereses del ejército indonesio en Aceh
Damien Kingsbury, quien se desempeñó como asesor de los líderes del GAM en Estocolmo y Helsinki durante las conversaciones de paz de Helsinki en 2005, sostuvo que el ejército indonesio tenía intereses creados para mantener el conflicto a un nivel que justificara su presencia en la inquieta provincia. El ICG también afirmó en un informe de 2003 que «Aceh es simplemente un lugar demasiado lucrativo para los oficiales militares que dependen tanto de fuentes de ingresos no presupuestarias».
Kingsbury y Lesley McCulloch describieron las siguientes actividades comerciales supuestamente llevadas a cabo por el ejército indonesio en Aceh:
- Drogas: Las fuerzas de seguridad alentaron a los agricultores locales a cultivar marihuana y les pagaron precios muy por debajo del valor del mercado negro. Un caso destacado fue un piloto de helicóptero de la policía que admitió después de su arresto que estaba volando un cargamento de 40 kg de la droga para su superior el jefe de policía de Aceh Besar (tenga en cuenta que en este momento la Policía de Indonesia o Polri estaba bajo el mando de los militares). Otro caso fue en septiembre de 2002 en el que un camión del ejército fue interceptado por la policía en Binjai, Sumatra del Norte, con un cargamento de 1350 kg de marihuana.
- Venta ilegal de armas: Las entrevistas en 2001 y 2002 con líderes del GAM en Aceh revelaron que algunas de sus armas fueron compradas a los militares. El primer método de tales ventas era que el personal militar indonesio informara de que las armas vendidas habían sido incautadas durante el combate. En segundo lugar, el personal militar indonesio clave con acceso incluso había proporcionado directamente al GAM un suministro fiable de armas y municiones.
- Tala ilegal / sin licencia: Las compañías madereras pagaron a los militares y la policía para que ignoraran las actividades de tala que tenían lugar fuera de las áreas autorizadas. El Proyecto de Desarrollo Leuser, financiado por la Unión Europea desde mediados del decenio de 1990 para combatir la tala ilegal, había descubierto de hecho que el ejército y la policía indonesios que debían ayudar a prevenir la tala ilegal estaban de hecho facilitando y, en algunos casos, incluso iniciando esas actividades ilegales.
- Protección: Los militares ejecutaron «estafas de protección» para extraer pagos de compañías como Mobil y PT Arun en las industrias de petróleo y gas, así como de compañías que operan plantaciones en Aceh. A cambio de los pagos, los militares desplegarían a su personal en las propiedades y áreas de operaciones de estas compañías.
- Pesca: Los pescadores locales se vieron obligados a vender a los militares sus capturas a precios muy por debajo de las tasas de mercado. Los militares a su vez venderían los peces a las empresas locales a precios mucho más altos. El personal de la Armada de Indonesia también podría desviar a los buques pesqueros para extorsionar a los pescadores.
- Café: Al igual que los pescadores, los plantadores de café se vieron obligados a vender granos de café a los militares a precios bajos.[78]

## Posibles factores para una resolución pacífica

### Debilitamiento de la posición militar del GAM
La declaración de la ley marcial por el gobierno indonesio en mayo de 2003 había dado lugar a un impulso concertado por parte del ejército indonesio contra GAM. El ICG informó de que, a mediados de 2004, las líneas de suministro y las comunicaciones de GAM se habían visto gravemente interrumpidas. También fue más difícil para ellos moverse, y su presencia en las zonas urbanas fue en gran medida erradicada. Como resultado, el comando de GAM en Pidie había dado instrucciones a todos los comandantes de campo por teléfono para que se retiraran del sagoe (subdistrito) a la base de daerah (distrito) y que en adelante las acciones militares solo podían llevarse a cabo por orden del comandante de daerah y con el permiso del comandante wilayah (regional). Anteriormente, cuando GAM estaba en una posición más fuerte, sus unidades de nivel sagoe podían ejercer un gran nivel de autonomía de mando para iniciar acciones militares por su cuenta.
Según el entonces comandante de las Fuerzas Armadas de Indonesia, el general Endriartono Sutarto, las fuerzas de seguridad lograron reducir el tamaño de las fuerzas del GAM en 9593, lo que presumiblemente incluyó rendiciones, capturas y muertes. Aunque dudaban de que la cifra fuera exacta, la mayoría de los observadores estarían de acuerdo en que el renovado impulso militar contra GAM después de la declaración de la ley marcial había causado un daño sustancial a GAM.

Sin embargo, Aspinall señaló que la mayoría de los líderes del GAM a los que había entrevistado, en particular los oficiales de campo, insistían en que su aceptación del memorando de entendimiento de Helsinki no se debía a su debilidad militar. El exlíder del GAM, Irwandi Yusuf, que pasaría a ser el gobernador de Aceh a través de sus elecciones inaugurales directas para gobernador el 11 de diciembre de 2006, se aventuró a que, lejos de colapsar, la situación del GAM en realidad estaba mejorando a medida que los enfermos y enfermos eran capturados por el ejército indonesio, lo que dejó a los que aún estaban en el campo sin ser gravados por ellos. Sin embargo, a pesar del compromiso de las fuerzas del GAM de seguir luchando, los líderes del GAM podrían haber perdido, en ese momento, la esperanza de que una victoria militar sobre las fuerzas gubernamentales sería posible. En palabras del ex primer ministro del GAM Malik Mahmud a Aspinall en octubre de 2005: «Las estrategias existentes aplicadas por ambas partes habían causado un costoso estancamiento». Cuando The Jakarta Post le pidió que comentara si aceptar el memorando de entendimiento de Helsinki era una medida para salvar la cara por parte de GAM frente a los reveses militares, Malik dijo:
Bueno, tenemos que ser realistas. Tenemos que tener en cuenta la realidad sobre el terreno. Si ese [acuerdo de paz] es una solución que es buena para ambas partes, por supuesto con dignidad en ambos lados, ¿por qué no? Esto es por el bien de la paz, por el bien del progreso futuro. Entonces, no hay nada de malo en eso y creo que cualquier otro país del mundo haría lo mismo. Y también cuando llegamos a ese tipo de situaciones tenemos que ser muy, muy resolutivos y valientes para enfrentar la realidad. Y eso es lo que hicimos.

### Presión internacional
La opinión internacional que siguió al tsunami también influyó en la importancia concedida a las conversaciones de paz de Helsinki emprendidas tanto por el Gobierno indonesio como por el GAM. Ambas partes habían enviado a altos funcionarios como negociadores, mientras que durante las conversaciones del Acuerdo de Cesación de Hostilidades, que se firmaron en diciembre de 2002, la representación se encontraba en un nivel relativamente inferior.

Los dirigentes del GAM también habían evaluado durante las conversaciones de paz de Helsinki que no había apoyo de la comunidad internacional a la aspiración de independencia de Aceh. Con respecto a esto, Malik dijo:
También vimos que el mundo guardaba silencio sobre nuestro movimiento por la independencia, por lo que pensamos durante el proceso [de negociaciones] que esa [autonomía y autogobierno] era la mejor solución que teníamos por delante.
Al explicar a los comandantes del GAM la aceptación del autogobierno en lugar de seguir luchando por la independencia, los dirigentes del GAM subrayaron que si seguían insistiendo en luchar por la independencia incluso después del tsunami de 2004, correrían el riesgo de ser aislados por la comunidad internacional.

### Cambio en el liderazgo indonesio
En octubre de 2004, el presidente Susilo Bambang Yudhoyono (SBY) y el vicepresidente Jusuf Kalla prestaron juramento tras las primeras elecciones presidenciales directas celebradas en 2004. Aspinall argumentó que antes de esto, había un equilibrio entre aquellos en el gobierno indonesio que creían que una victoria militar era imposible y que se necesitaban negociaciones y los partidarios de la línea dura que se aferraban a la opinión de que GAM podría eliminarse por completo: la elección de SBY y Kalla había inclinado la balanza a favor de la posición anterior.
Señaló que, si bien SBY todavía era ministro en el gabinete del Presidente Megawati Sukarnoputri, había apoyado un «enfoque integrado» en el que las medidas militares iban acompañadas de esfuerzos para negociar con GAM. Kalla, entonces colega ministerial de SBY, también apoyó el reinicio de las conversaciones con GAM a principios de 2004 (un momento en que la ley marcial en Aceh todavía estaba en vigor y la operación militar estaba en pleno apogeo). Durante este tiempo, Kalla, a través de sus intermediarios de confianza, se acercó a los comandantes de GAM en el campo, así como a su liderazgo en Suecia. Las posiciones tanto del presidente como del vicepresidente de Indonesia a favor de las negociaciones como solución a la insurgencia de Aceh proporcionaron así una plataforma para el éxito final de las conversaciones de paz de Helsinki.
Kingsbury, un asesor oficial de GAM, también acreditó la elección de SBY y Kalla en 2004 como el impulso para los esfuerzos de paz que condujeron al eventual acuerdo. En particular, señaló que el nombramiento de Kalla para supervisar la delegación indonesia para las conversaciones de paz era crucial porque el estatus de Kalla como presidente general de Golkar, en ese momento el partido más grande en la legislatura indonesia, permitió al gobierno de SBY lidiar eficazmente con cualquier oposición proveniente del parlamento.

## Informe de Amnistía Internacional
En abril de 2013, Amnistía Internacional publicó el informe Time to Face the Past en el que la organización afirma que «a la mayoría de las víctimas y sus familiares se les ha negado durante mucho tiempo la verdad, la justicia y la reparación, en violación de la obligación de Indonesia en virtud del derecho internacional. Todavía están esperando que las autoridades locales y nacionales de Indonesia reconozcan y remedien lo que les sucedió a ellos y a sus seres queridos durante el conflicto». Para la formulación del informe, Amnistía Internacional empleó las conclusiones que recogió durante una visita a Aceh en mayo de 2012. Durante esta visita, representantes de organizaciones hablaron con organizaciones no gubernamentales (ONG), organizaciones comunitarias, abogados, parlamentarios, funcionarios del gobierno local, periodistas y víctimas y sus representantes sobre la situación en Aceh en el momento de las entrevistas. Si bien las víctimas expresaron su reconocimiento por el proceso de paz y el aumento de la seguridad en la provincia de Aceh, expresaron su frustración por la falta de acción del Gobierno indonesio con respecto al memorando de entendimiento de 2005, en el que se documenta un plan para el establecimiento de un Tribunal de Derechos Humanos para Aceh y una Comisión de la Verdad y la Reconciliación de Aceh.
Además, el informe Time to Face the Past contiene una advertencia a la luz de la posibilidad de que se reanude la violencia que existe en Aceh si el gobierno indonesio sigue estancado en relación con sus compromisos del Memorando de Entendimiento de 2005. La directora adjunta de Amnistía Internacional para Asia y Oceanía, Isabelle Arradon, explicó durante la presentación del informe: «La situación está generando resentimiento que podría sembrar las semillas de un futuro retorno a la violencia». Hasta el 19 de abril de 2013, el gobierno indonesio no había emitido una respuesta al informe y un portavoz presidencial informó al servicio de noticias de la BBC que no podía hacer comentarios ya que no había leído el informe.[cita requerida]